# Armata Ucraineană Galițiană

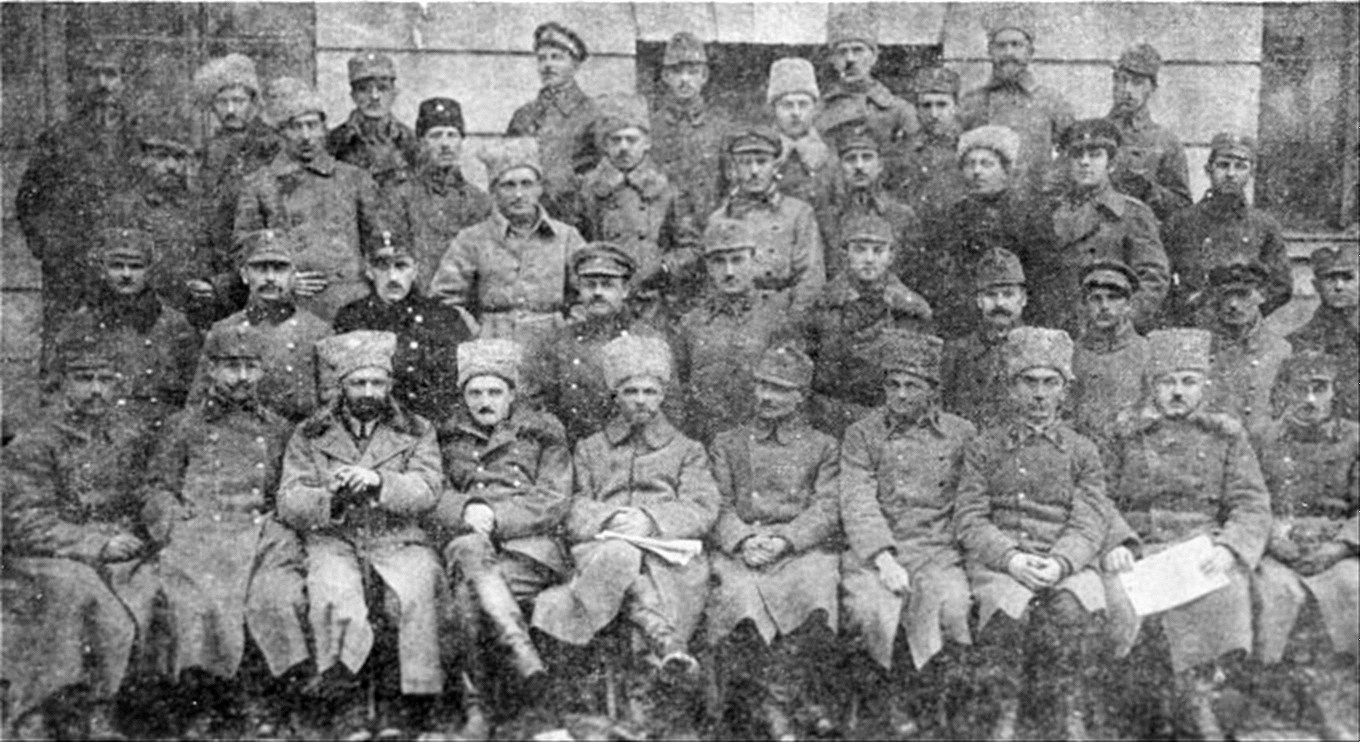
Comandamentul suprem al armatei ucrainene galițiene. Pe rândul celor care sunt așezați, începând cu al cincelea din stânga, sunt generalul Omelianovici-Pavlenko, colonelul Viktor Kurmanovici și atamanul Alfred Schamanek

Armata Ucraineană Galițiană (în ucraineană Українська галицька армія, transliterat Ukrainska halîțka armia, UHA) a fost forța armată ucraineană a Republicii Populare a Ucrainei Apusene în timpul și după încheierea războiului polono-ucrainean. 

## Dotarea cu echipamente militare
Armata Ucraineană Galițiană a obținut  echipamentul militar din depozitele austriece și de la trupele demobilizate austriece și germane care se reîntorceau în patrie prin Galiția, după colapsul Puterilor Centrale la sfârșitul Primului Război Mondial. Fabricile austriece militare se aflau însă la mare distanță de Galiția, iar aprovizionarea cu muniție și piese de schimb a devenit un motiv major în pierderea războiului cu Polonia. 

## Forțele armate

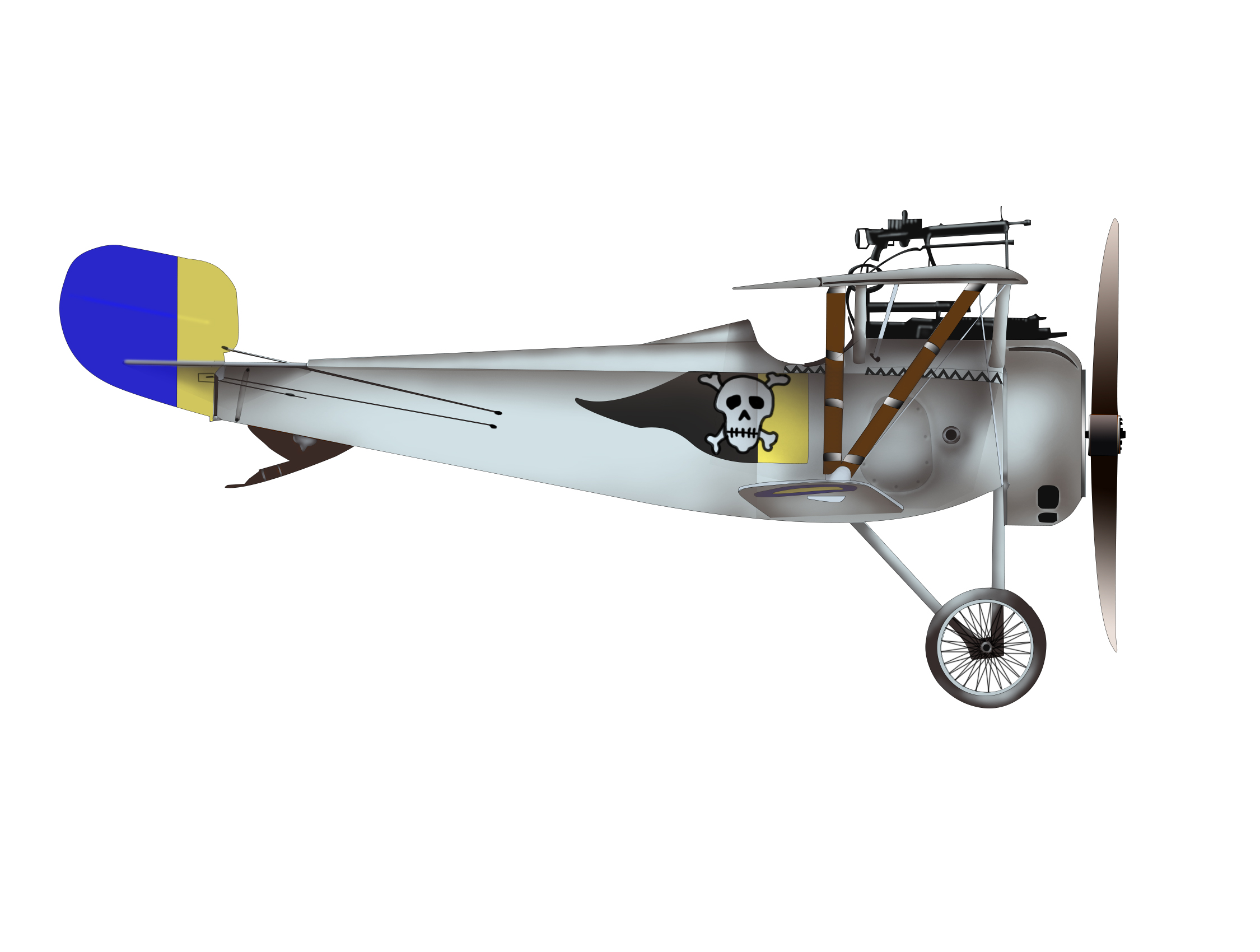
Nieuport 17C, 1919

Conducerea Republicii Populare Ucrainene era bine organizată și a fost capabilă să mobilizeze aproximativ 100.000 de oameni în primăvara anului 1919, dintre care 40.000 erau gata de luptă. Datorită situației socio-economice din Ucraina, armata era încadrată cu foarte puțini ofițeri. În armata austro-ungară, proporția ofițerilor de etnie ucraineană era de 2 la 1.000 de ofițeri. Prin comparație, ofițerii de etnie poloneză din armata ucraineană aveau o proporție de 27 la 1.000 de ofițeri. Ca urmare a acestui fapt, guvernul a fost obligat să se bazeze pe ofițeri de rang inferior de origine galițiană și pe ofițeri de rang superior proveniți din rândurile fostei armate imperiale ruse, așa cum a fost generalul Mihailo Omelianovici-Pavlenko, care a preluat postul comandantului al Marelui Stat Major. În armata galițiană au fost încadrați și numeroși ofițeri germani și austrieci. Din acest motiv, ofițerii comunicau între ei în principal în limba germană. În ciuda eforturilor autorităților pentru încadrarea armatei cu străini, doar 2,4% dintre militari au fost ofițeri. 
Armata Ucraineană Galițiană a atins potențialul său militar maxim în iunie 1919, când avea efective de 70.000 – 75.000 de oameni, inclusiv trupe de rezervă. Armata galițiană avea o cavalerie redusă numeric, în schimb artileria puternică, dotată cu tunuri ale fostei armate austriece. De asemenea, armata galițiană avea în dotare 2 sau trei care blindate și două trenuri blindate. Aviația militară galițiană a fost organizată de Petro Franko (fiul poetului Ivan Franko), avea 40 de aeroplane și, până în aprilie 1919, a deținut superioritatea aeriană în fața polonezilor. 

### Pușcașii Siciului
Forța de elită a armatei ucrainene în războiul cu Polonia a reprezentat-o Brigada I din Pușcașii Siciului⁠(en)[traduceți], fostă unitate a armatei austro-ungare. Această brigadă a fost formată în 1914 din membrii unei organizații paramilitare ucrainene. Această unitate a luptat în Galiția și Ucraina împotriva Imperiului Rus în toate campaniile Primului Război Mondial. În momentele sale de maximă putere, brigada a avut 8.600 de oameni.

### Batalionul evreiesc
Armata Ucraineană Galițiană a avut în compoziția sa un batalion evreiesc, recrutat din regiunea orașului Ternopil și comandată de locotenentul S. Leimberg. Această unitate militară a fost formată în iunie 1919 și a ajuns la efective de maxim 1.200 de oameni. Batalionul a participat la luptele cu polonezii în iulie 1919, iar mai apoi la cele cu bolșevicii. Batalionul a pierdut un mare număr de soldați datorită unei epidemii de tifos de la sfârșitul anului 1919. Supraviețuitorii au fost repartizați la diferite unități ale armatei galițiene.